# Nomada rivalis
Nomada rivalis là một loài Hymenoptera trong họ Apidae. Loài này được Cresson mô tả khoa học năm 1878.